# 스털링 K. 브라운
스털링 K. 브라운(Sterling K. Brown, 1976년 4월 5일 ~ )은 미국의 배우이다.

## 출연 작품

### 영화
- 아워 이디엇 브라더 (2011)
- 위스키 탱고 폭스트롯 (2016)
- 마셜 (2017)
- 블랙 팬서 (2018) - 엔조부 역
- 호텔 아르테미스 (2018) - 와이키키 역
- 더 프레데터 (2018) - 윌 트래거 역
- 앵그리 버드 2: 독수리 왕국의 침공 (2019) - 게리 역 (목소리)
- 웨이브스 (2019) - 로널드 윌리엄스 역
- 겨울왕국 2 (2019) - 마티아스 역 (목소리)
- 리듬 오브 리벤지 (2020)
- 아틀라스 (2024) - 엘리어스 뱅크스 역

### 텔레비전
- 아미 와이브즈 (2007-13) - 로널드 버튼 역
- 디스 이즈 어스 (2016-) - 랜덜 피어슨 역
- 키포와 신기한 동물들 (2020) - 리오 오크 역 (목소리)